# 爸，我一定行的
《爸，我一定行的》是由蓝鸿春导演的一部潮汕话院缐电影，于2018年8月24日首映。

## 剧情
汕头高中生三六九性格调皮，学习不认真，但在艺术方面略有天赋，并喜欢班上的小敏，后来因逃课去网吧未遂而被学校开除，随后他开始在汕头当地做各种零工赚钱，并与在深圳大学读书的小敏保持联系。几年后，小敏大学毕业到银行工作，而三六九则想去深圳打工赚钱，来到深圳后发现小敏已经有了男朋友。他参加一档选秀节目后被经纪公司相中而从事网络直播行业，并拥有不少粉丝，但却在村里引起争议，他父亲也认为这是不务正业的行为。后来经纪公司的王总让他代理一款保健品的广告，但不少人食用后出现身体不适的情况，三六九坚守原则停止代理并退出，也赔付了大额的违约金。最后他在深圳开了一家潮汕牛肉火锅店，并通过网络直播的方式进行宣传，吸引了很多顾客。他和父亲的误会也最终消解。

## 角色
- 郑润奇 饰 三六九
- 郑鹏生 饰 李锦龙
- 林俊鑫 饰 曹基
- 张咏娴 饰 朱小敏
- 李树浩 饰 西门叔

## 制作
作为一部以潮汕为主题的电影，《爸，我一定行的》的制作人员和演员绝大部分是潮汕人。电影的导演蓝鸿春来自汕头市潮阳区，曾参与汕頭首部本土電影《鮀恋》的拍摄，编剧兼男主演郑润奇来自汕头市潮南区。2017年初，蓝鸿春和郑润奇决定要拍摄一部关于潮汕父亲形象的电影，于是便开始了剧本的创作，并于5月份完成剧本的初稿。随后，郑润奇一边修改剧本，一边通过他的微信公众号发布演员海选公告，共海选了300多名来自潮汕地区的非专业演员。除了非专业演员，这部电影也有不少资深潮汕艺人的参与，包括潮剧演员方展荣、潮汕喜劇小品演员陈锦标和潮汕戏剧演员李树浩。语言学家林伦伦教授则担任了这部电影的文化顾问。
电影于2017年10月22日开始进行拍摄，主要的拍摄地点为汕头市潮师高级中学和金灶镇，整个拍摄和制作过程共计14个月。

## 上映
2018年8月16日，《爸，我一定行的》在汕头大学举行首映仪式。8月24日，电影开始在影院上映。首映伊始，广东省内的影院分配了较高的排片量，特别是潮汕地区的影院有高达50%的排片量，但广东省以外的影院排片量并不高，首映当天中国大陆平均仅有1.1%的排片量。

## 评价
这部电影的主要受众是潮汕人，有一些潮汕观众表示从这部电影感受到了共鸣，从三六九和其父亲李锦龙的身上看到了自己和自己父亲的影子。也有潮汕观众对影片中出现的拜老爷和潮汕风格的建筑等具有潮汕特色的事物表示赞赏，表示找到了归属感。但也有观众指出电影在剧情、转场和配乐等方面存在不足之处。